# Антипинка
Анти́пинка (рос. Антипинка, чув. Антипинка) — село у складі Поріцького району Чувашії, Росія. Адміністративний центр Октябрського сільського поселення.
Населення — 360 осіб (2010; 489 у 2002).
Національний склад:
- росіяни — 98 %